# 下橋敬長
下橋 敬長（しもはし ゆきおさ）は江戸時代から大正時代にかけての武士・故実家。五摂家・一条家の諸大夫。

## 概要
下橋氏は藤原秀郷の後裔である立入高益の末裔であり、代々一条家の諸大夫を務めた。
敬長は安政3年（1856年）に外祖父・下橋敬義が御家限で隠居したため、12歳で一条家のお側出仕となった。次いで装束召具方を勤め、高倉家の衣紋道を修め高倉流故実を学んた。嘉永7年（1854年）に父・下橋敬亮が病いのため隠居したので敬義の嗣となっていたが、慶応3年（1867年）に敬義が没したのに伴い23歳で家督を相続して一条家侍となっている。明治維新後は京都に留まり、幼少期に東山の粟田青蓮院の諸大夫・進藤加賀守為周から国文学や和歌を、入木道の岡本保誠から書道を学んでいたことから、明治元年（1868年）に明治新政府の創立した教育機関皇学所の監察助勤を仰せ付けられた 。その後は明治7年（1874年）に東山泉涌寺の皇陵の御陵衛士、京都裁判所、滋賀県大津支庁、大阪府北区役所を務め、明治27年（1892年）に辞職して京都に帰った。明治45年（1910年）には宮内省主殿寮出張所に召され、京都御所殿丁・仕人・殿部などを歴任して旧皇居や離宮の警護を行った。また、英照皇太后、明治天皇、昭憲皇太后の葬儀に供奉した。大正時代に入ると自身が経験した宮廷の様子を後世に残すため積極的に講演活動を行なった。
大正10年（1921年）10月、藤波言忠と猪熊信男の推挙で上京し、臨時帝室編集局・宮内省図書察・維新史料編集会・明治神宮奉賛会・慶応義塾三田史学会・東大史料編纂掛・国学院大学・温知会等の各所で数日にわたって、往年の宮廷実歴談を講演した。これら講演の速記は後日『幕末の宮廷』、『維新前の宮廷生活』、『京都の故事について』等として刊行された。
平井誠二は敬長について「下橋敬長の朝廷や公家社会に関する知識は、大正10年以前より関係者の間ではつとに有名であった。」と述べている。また大正11年（1922年）11月には、敬長の造詣とその健在の噂を聞いていた貞明皇后が京都行啓の際に敬長を御宿泊所に召して賜物を下した。昭和5年（1930年）には敬長を偲び遺詠400首余りが集められて『涼月集』として刊行された。